# Большие французские хроники

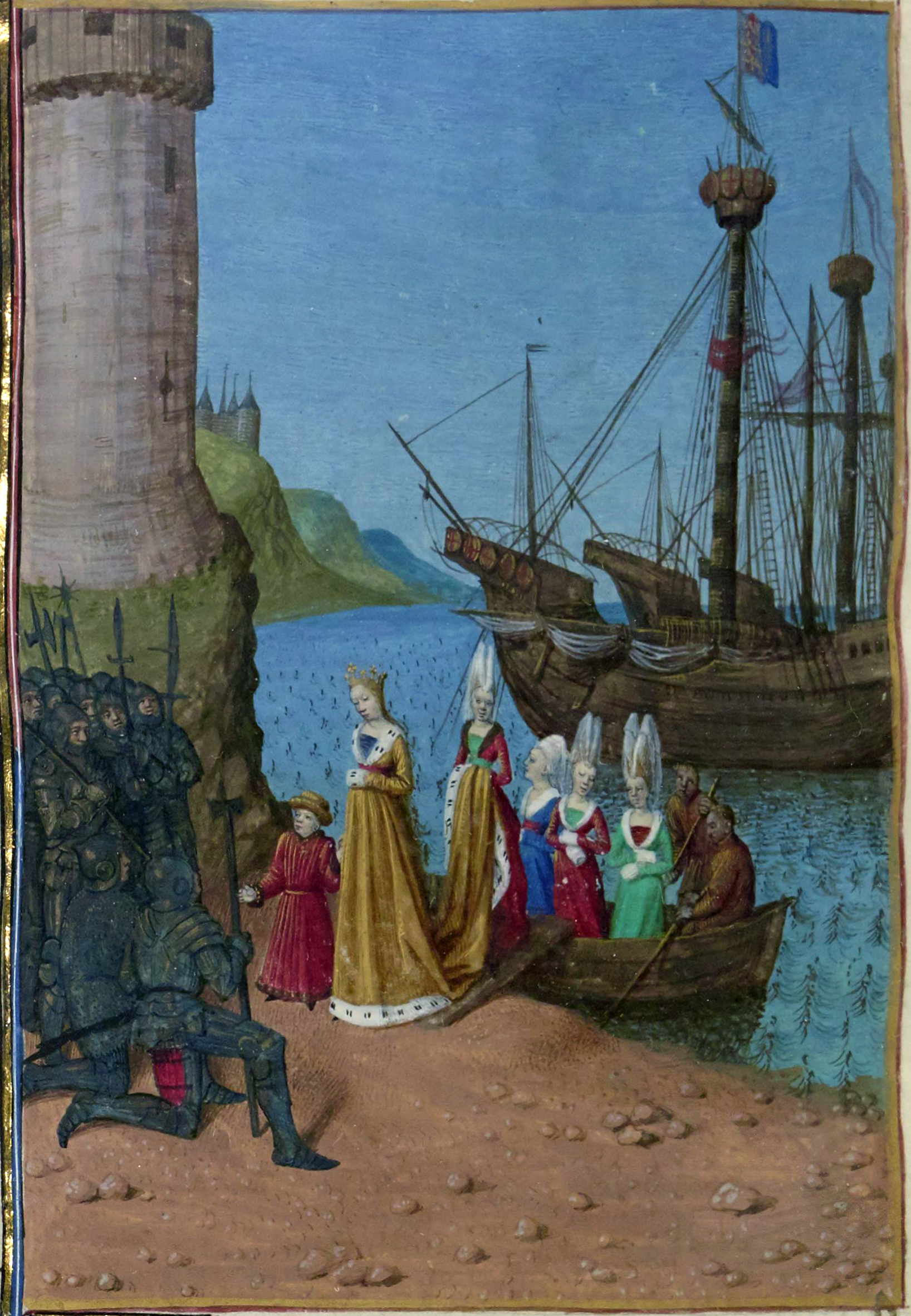
Возвращение Изабеллы, королевы Англии, в Англию. Миниатюра «Хроник» работы Жана Фуке

«Большие французские хроники» (фр. Grandes Chroniques de France) или «Хроники Сен-Дени» — летописный свод истории французской монархии начиная со времен её возникновения. Создавались с начала XI до конца XV в., важный источник, содержащий сведения о политической истории Франции. «Хроники» охватывают времена Меровингов, Каролингов и Капетингов, начинаясь с легендарных времен — истории троянцев, считавшихся прародителями французов.

## Текст

### Создание
Работа по составлению летописного свода шла на латинском языке с конца XII в. на основе анналов аббатств Флёри (до середины XI в.) и Сен-Дени (с начала XI в.), а также «Истории франков» Эмуана из Флёри (ум. 1008), продолженной до 1165 года. В конце XIII века свод был доведён до 1285 года.
Приведение записей аббатства Сен-Дени в порядок связывают с именем великого аббата Сугерия (основоположника готической архитектуры и советника короля). Сугерию принадлежит идея планомерного создания в аббатстве исторических работ на латинском языке, начиная с его собственного «Жизнеописания Людовика Толстого» (Vita Ludovici Grossi) — труда, который позднее, наряду с «Деяниями Филиппа Августа» (Gesta Philippi Augusti Francorum Regis) Ригора (1209), продолженными до 1220 года Гийомом Бретонским (Guillaume le Breton), положен был в основу «Хроник». До этого исторические работы, выполненные в Сен-Дени, являлись разрозненными записями различных авторов, собранными без особого порядка анонимными монахами.
В 1250 году по приказу Людовика Святого Примат, монах монастыря Сен-Дени (Primat de Saint-Denis), начал переводить летописный латинский сборник на французский язык. В 1274 году работа его была закончена, и перевод, получивший название «Романа королей» (Roman des Rois), торжественно преподнесён был новому королю — Филиппу III Смелому (1270—1285). По сравнению с исходным текстом, Примат внёс в свой труд некоторые изменения и дополнения, а также продолжил повествование, доведя его до своего времени (оригинальный экземпляр его работы в наши дни можно видеть в библиотеке Святой Женевьевы в Париже). В конце XIII века он был дополнен жизнеописаниями Людовика VIII Льва, Людовика IX Святого и Филиппа III, принадлежавшими перу сен-денийского монаха Гийома из Нанжи, а с начала XIV века за этим французским переводом закрепилось название «Больших французских хроник». Примерно до 1340 года обе редакции, латинская и французская, велись параллельно, первая представлена была сочинением Ришара Леско (ум. 1358), учёного монаха из Сен-Дени, получившего также известность в качестве первооткрывателя «Салического закона» о престолонаследии.
Историки отмечают значение монахов Сен-Дени для средневековой французской историографии: «В написании истории французской монархии монахи Сен-Дени сыграли беспрецедентную роль, вершиной которой стали Grandes Chroniques de France. Именно в Сен-Дени была заложена традиция систематического написания истории Франции с главным акцентом на деяния и роль царствующего монарха, непрерывно продолжавшаяся с XII по XV столетие, не имеющая аналогов не только во Франции, но и во всей средневековой Европе. Монахи Сен-Дени стали фактически первыми национальными историками Франции».
В 1350—1380 годах «Большие французские хроники» писались уже не монахом, а придворным — канцлером и советником короля Карла V Пьером д’Оржемоном под руководством самого монарха. По общепринятому мнению, его перу принадлежит история Иоанна II и Карла V. Труд его продолжил до 1422 года своей «Историей правления Карла VI Французского» (Historia Karoli Sexti Francorum regis) Мишель Пинтуан. Также в основу «Хроник» положена была «История Карла VI», созданная Жаном Жувенелем дез Юрсеном (Jouvenel) и Берри (Berry).
В 1477 году «Большие французские хроники» появились в печатном варианте и стали первой печатной книгой во Франции. К этому времени они были доведены до начала правления царствовавшего в тот момент Людовика XI. Последней частью хроник стала «История Карла VII» (La Cronicque du temps de tres chrestien roy Charles, septisme de ce nom, roy de France), написанная Жаном Шартье, который и опубликовал весь текст целиком.

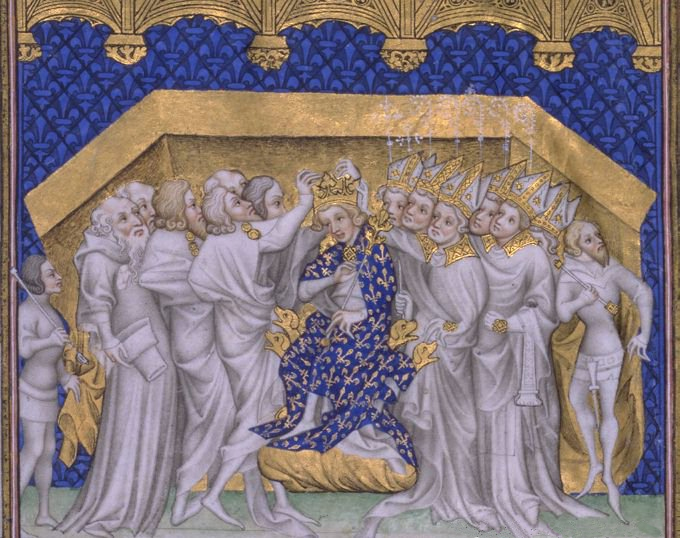
Коронация Карла VI 16 сентября 1380 года.
Миниатюра из экземпляра Карла V
(ок. 1381; НБФ; манускрипт fr. 2813; fol. 3v)

### Характеристика
Начало создания текста приходится на годы правления Людовика Святого, который пожелал сохранить историю франков начиная от прихода троянцев до его собственного времени; точка зрения, излагаемая в тексте, была официальной и тщательным образом контролировалась. «Большие французские хроники» остались официальным сводом и в последующие годы. «Личность короля Франции выходит в них на передний план, а его действия переданы достаточно детально; что это больше не только история аббатства или феодального княжества, в котором королевство появляется лишь между прочим; что действительно впервые пишется история всего королевства». Хроники составлены с позиций абсолютной защиты интересов королевской власти. Они пользовались популярностью и сыграли большую роль в формировании культурной общности французского народа. Эта официальная история создавала предвзятый образ прошлого Франции: акцентировала положительные качества монархов, пространно рассказывала об их победах, и практически избегала упоминаний о поражениях и внутренних распрях — но при этом она значительно способствовала рождению национального самосознания. Биографии королей, написанные монахами, порой создают впечатление агиографии, настолько в превосходных красках очерчена там личность монархов.
Хотя «Хроники» тенденциозны и огульно обвиняют все враждебные правительству общественные элементы, давая освещение всех событий с чисто правительственной точки зрения, их достоинством является то, что их составитель (по крайней мере, периода Карла V) черпал свои сведения из официальных данных и многое видел сам. Поэтому он очень точен в сообщении фактов и в изложении хронологической последовательности событий. События эти излагаются сжато: автор не интересуется тем, чем особенно увлекаются Фруассар и другие летописцы — описанием сражений, боевых подвигов и т. п., текст характеризуется сухой и краткой манерой изложения.
Как отмечают французские исследователи, поскольку «Хроники» постоянно дополнялись, читатели каждого поколения могли найти в них всю историю своей страны до текущего времени. Вдобавок, книга была написана на общедоступном, французском языке.
Сохранилось очень большое количество экземпляров, обязанное своим возникновением успеху книги, особенно заметному с начала правления Карла V. Парижские мастерские изготавливали десятки рукописей «Хроник». Объёмные и обильно иллюстрированные манускрипты, эти дорогостоящие экземпляры были предназначены, главным образом, для государей и их непосредственного окружения. После окончания Столетней войны (1453 год) наблюдается новый всплеск интереса к «Хроникам» (30 рукописей за 20 лет). Начиная с первого парижского издания Паскье Бонхомма (Pasquier Bonhomme) 1477 года, книга стала уже выходить с типографских станков. С этого периода «Хроники» уже печатаются на бумаге и имеют мало иллюстраций.
Популярность «Хроник» начинает падать с конца XV века, поскольку читающая эрудированная публика позднего Средневековья начинает уставать от этого образца идеально выдержанной промонархической истории, например, ни одного экземпляра книги не фигурирует в библиотеках докторов парижского университета.

### Русский текст
Полного перевода «Хроник» на русский язык нет. Доступно несколько фрагментов. Также опубликован перевод истории Людовика Толстого, принадлежащий перу аббата Сугерия.

## Иллюминированные экземпляры
Сохранилось приблизительно 130 копий «Хроник» (согласно данным Национальной библиотеки Франции — около 700), которые сильно варьируются по своему богатству, количеству и стилю миниатюр.
Наиболее известными рукописными копиями являются:
- Экземпляр BNF Richelieu Manuscrits Français 73
- Экземпляр Карла VI (BnF, Ms. Fr. 2813) (закончен в 1379 году). Большинство миниатюр заключено в четырёхлопастную рамку с трехцветным бордюром и выполнены т. н. «мастером рощиц».[10]
- Экземпляр Филиппа Доброго, герцога Бургундского, иллюстрированный Симоном Мармионом (1457 год, Российская национальная библиотека, СПб). Рукопись исчезла из собрания бургундских герцогов к середине XVIII в. во время Семилетней войны, была похищена Куршателем д’Эно, который в 1748 году был комиссаром французского правительства в Брюсселе. Наследники, чтобы продать рукопись, заменили переплет, изъяли первый и последний листы, где были отметки о принадлежности рукописи к бургундскому собранию. В 1807 году рукопись была приобретена французским книготорговцем Дебюром, у которого её купил граф Ф. Потоцкий; в 1838 году была продана последним Николаю I и вошла в эрмитажное собрание. Поступила в Российскую национальную библиотеку в 1861 году[11].
- Экземпляр, иллюстрированный миниатюрами Жана Фуке (1455—1460 годы, BnF, Ms. Fr. 6465). Заказчик неизвестен, предположительно Карл VII.
- Экземпляр, выполненный для Жана II Меришона, генерала-лейтенанта короля в Пуату, создан совместно с Мастером Маргариты де Роан (автор финальной миниатюры) художником Робине Тестаром, датированный 1471 годом. Национальная библиотека Франции (BNF), Fr. 2609

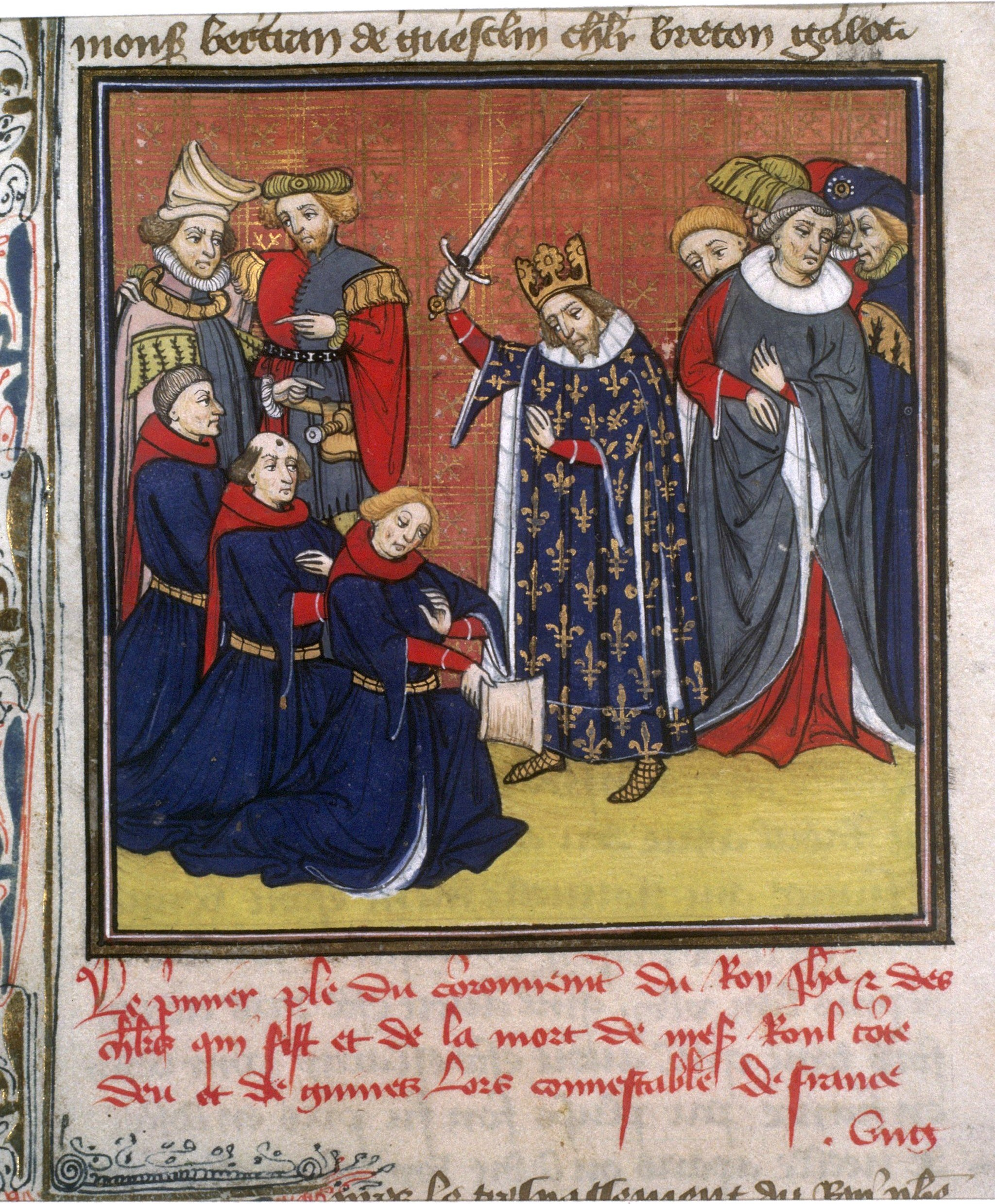
Экземпляр BNF Richelieu Manuscrits Français 73
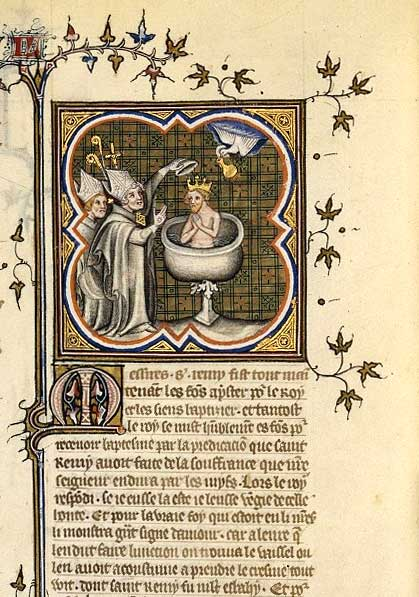
Экземпляр Карла VI
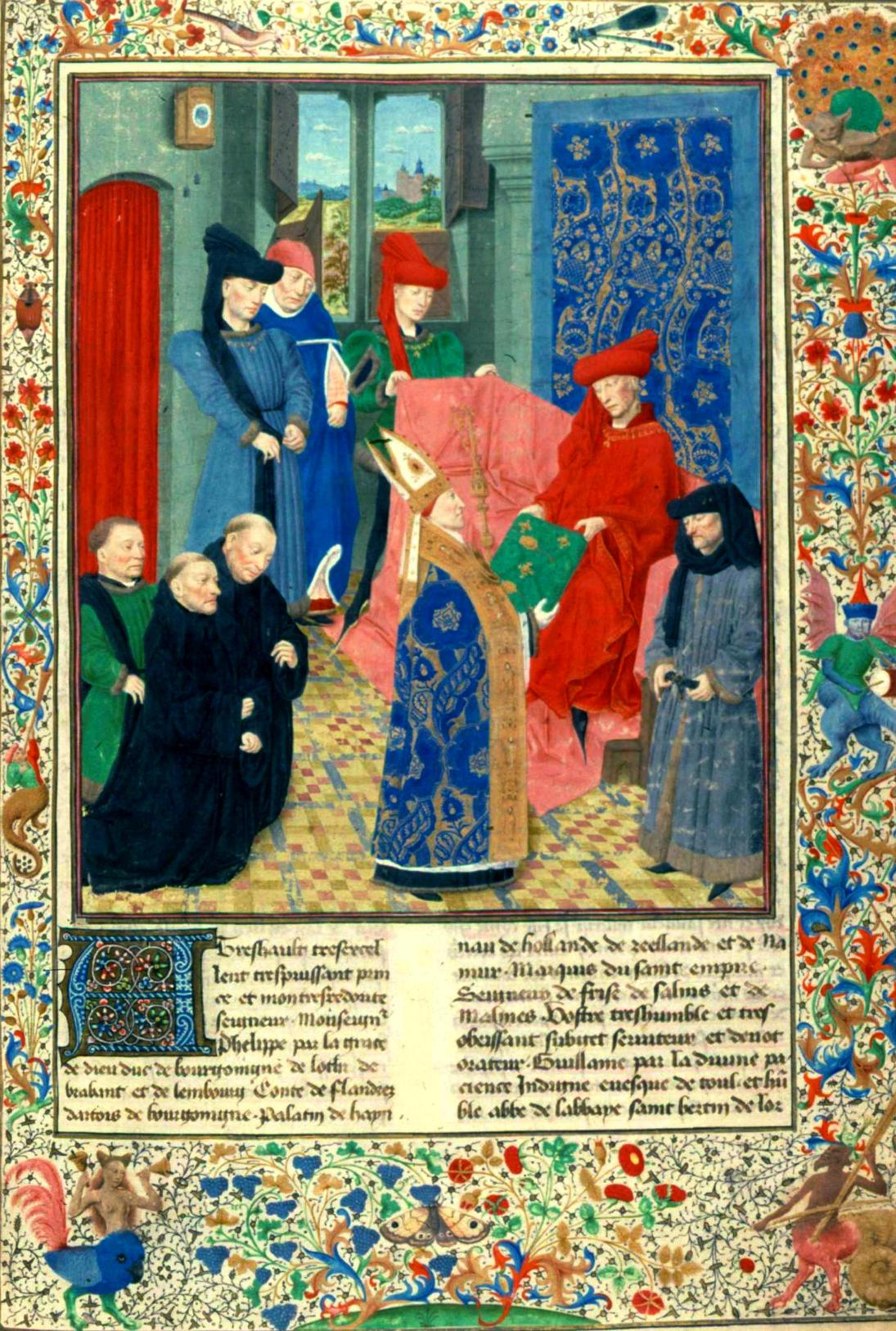
Страница работы Мармиона
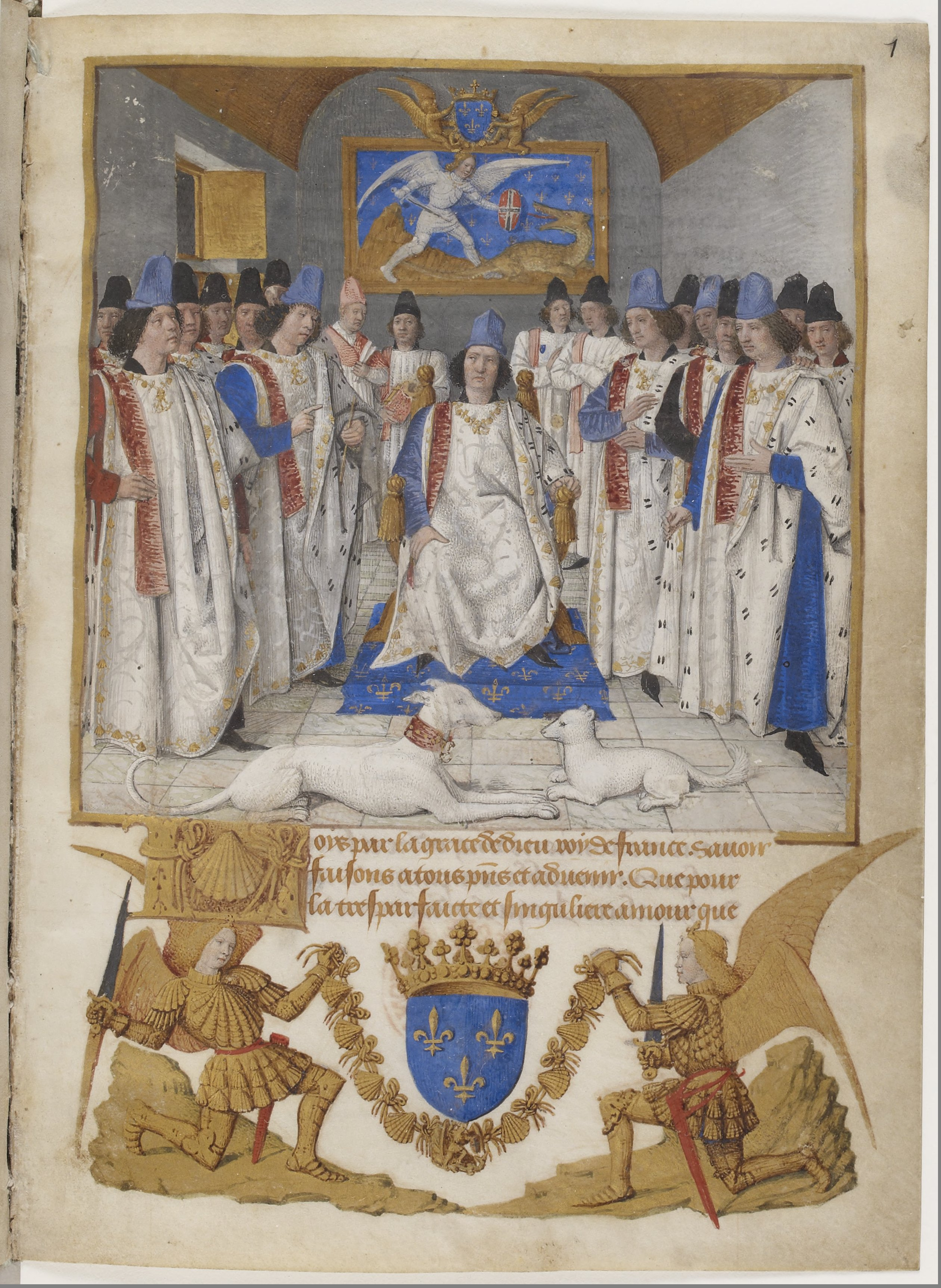
Страница работы Жана Фуке
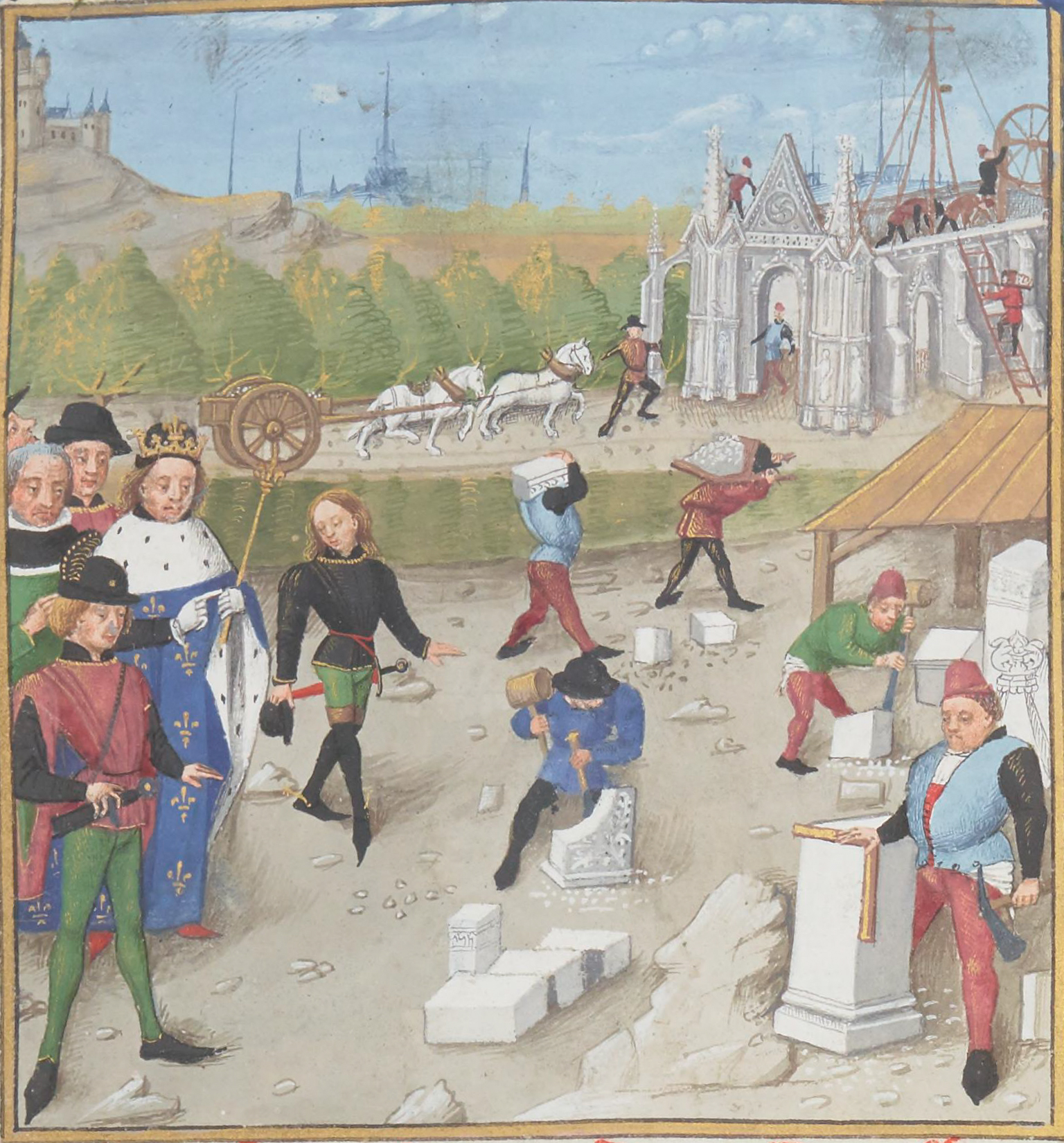
Страница работы Робине Тестара

## Издания
- Les Grandes chroniques de France. Publiées par Paulin Paris. — Tome I. — Paris: Joseph Techener, 1836. — xxxv, 384 p.
- Les Grandes chroniques de France (première partie des Chroniques), éditée par Jules Marie Édouard Viard. — Tome VII. — Paris: Champion, 1932. — xix, 296 p.
- Les Grandes chroniques de France, traduction et présentation par Nathalie Desgrugillers du manuscrit BNF n° 2813. — Clermont-Ferrand: Paleo, 2013. — 213 p. — ISBN 978-2-84909-903-2.